# Mega Man NT Warrior
Mega Man NT Warrior (stylisé MegaMan NT Warrior, et Rockman.EXE (ロックマンエグゼ, Rokkuman Eguze) au Japon) est une série d'animes et de mangas basée sur la série de jeux vidéo Mega Man Battle Network de Capcom, appartenant à la franchise Mega Man. La série animée, produite par Xebec, a été diffusée durant cinq saisons sur TV Tokyo au Japon entre mars 2002 et septembre 2006, atteignant le total de 209 épisodes. Les mangas ont été écrits par Ryo Takamisaki et publiés en série dans le magazine japonais CoroCoro Comic de l'éditeur Shōgakukan entre 2001 et 2006. VIZ Media a produit des versions en anglais du manga et les deux premières saisons de l'anime sous licence. Malgré l'univers commun sur lequel ces deux œuvres sont basées, l'histoire des jeux, de l'anime et du manga de la série Battle Network divergent fortement les unes des autres.

## Trame
La série se concentre sur le personnage Lan Hikari et son NetNavi MegaMan.EXE alors qu'ils construisent leur amitié tout en faisant face aux menaces de diverses organisations NetCrime. Lan est amis avec Maylu Sakurai, Dex Ogreon, Yai Ayano, Tory Froid, et leurs Navis respectifs (Roll, Guts Man, Glide, Ice Man). Bien que la série reste à l'origine assez proche des jeux en termes de scénario, elle commence à diverger grandement à mi-chemin dans la série. Par exemple, il n'y a aucune preuve montrant que Lan et Mega Man soient des frères jumeaux dans l'anime, contrairement aux jeux où il est révélé vers la fin du premier jeu Mega Man Battle Network.

## Anime

### Diffusion
L'anime Rockman.EXE est d'abord diffusé sur TV Tokyo le 4 mars 2002. Il donne naissance à quatre suites, Rockman.EXE Axess, Stream Rockman.EXE, Rockman.EXE Beast et Rockman.EXE Beast+. Deux-cent-neuf épisodes ont été produits au total des cinq séries. Un long métrage dont l'intrigue se situe durant l'histoire de Stream Rockman.EXE. Seules la première et la deuxième série ont été adaptées en anglais.
L'adaptation anglaise, intitulée Mega Man NT Warrior, est produite par VIZ Media et enregistrée par Ocean Productions (en). La série a été diffusée à l'origine sur Kids' WB aux États-Unis et Teletoon au Canada,. Rockman.EXE Axess a été diffusé sur TV Tokyo en octobre 2003, pendant que l'adaptation anglaise (intitulée MegaMan NT Warrior: Axess) a été diffusée en janvier 2005 aux États-Unis et en avril 2005 au Canada. Stream Rockman.EXE est diffusé sur TV Tokyo le 2 octobre 2004, Rockman.EXE Beast le 1er octobre 2005, et Rockman.EXE Beast+ le 8 avril 2006. Kids 'WB a retiré Mega Man NT Warrior de ses programmes et n'a été reprogrammé que pour les derniers épisodes de Rockman.EXE Axess avant de le retirer tomber à nouveau. Rockman.EXE Beast a été brièvement diffusé dans son adaptation en anglais sur Teletoon avant d'être arrêté avant que la saison soit terminée.
En France la série est adaptée de la version américaine qui a perdu quatre épisodes et a subi quelques adaptations de son scénario lors de la transcription en anglais. La série est diffusée à partir du 28 août 2004 sur TF1 dans TF! pour quelque temps et rediffusé en 2005 sur Jetix, et est publiée en DVD en décembre 2005.

### Rockman.EXE
Rockman.EXE est globalement divisé en deux histoires distinctes. Le premier concerne le la trame originale de WWW (World Three) et celui de M. Wily (Dr. Wily) pour trouver l'Ultimate NetNavi, aboutissant au N1 Grand Prix, un tournoi NetBattling. À la fin, l'Ultimate NetNavi Pharaoh Man se réveille de son sommeil et réclame le filet, supprimant Mega Man dans le processus. Pharaoh Man serait finalement affaibli par les deux finalistes du tournoi, Proto Man et Mega Man nouvellement reconstruit, menant à sa capture par Wily. La deuxième partie de la saison est consacrée à Grave (Gospel), un groupe de NetMafia dirigé par Wily qui cherche à créer une bête de virus capable de détruire le filet. Les derniers épisodes servent d'introduction à Rockman.EXE Axess.

### Rockman.EXE Axess
Le père de Lan, Yuichiro Hikari, curieusement absent de la plupart des épisodes de la série précédente, termine ses recherches sur le Synchro Chip, un appareil qui permet aux opérateurs et à NetNavis d'un devenir un grâce à l'utilisation de Cross Fusion. Ce développement coïncide avec un complot de Nebula (dirigé par le célèbre Dr Regal) et des Darkloids (dirigé par Shade Man et plus tard Laser Man) pour s'emparer à la fois des humains et des cyber-mondes. C'est à ce moment que les événements impliquant Navis deviennent secondaires par rapport à l'action qui se déroule dans le monde réel (plutôt que dans le cyber-monde), ce qui a conduit les critiques à la considérer comme une série générique Henshin (transformation). Le scénario de Rockman.EXE Axess est considérablement plus sombre, et de nombreux habitués de la série précédente ne font que des apparitions sporadiques.

### Stream Rockman.EXE
Stream Rockman.EXE poursuit l'intrigue établie dans Rockman.EXE Axess en présentant Duo, un être originaire de l'espace, qui cherche à détruire l'humanité après avoir été témoin du chaos causé par le Dr Regal. Intrigué par le Cross Fusion, il décide d'épargner temporairement l'humanité, lançant un test aux personnages principaux pour évaluer si les humains méritent vraiment la survie. Il envoie sur Terre son subordonné appelé Slur, où elle remet à Navis les pouvoirs de l'astéroïde de Duo à des gens qui ne se doutent de rien, pour observer ce qu'ils feront avec une telle puissance. Lan (Netto) et les autres sauveurs doivent coopérer pour déjouer les plans de Duo et son subordonné. Neo WWW est formé par Tesla Gauss (Tesla Magnets) pour causer des ravages. Dr Regal revient également, et vers la fin de la série, l'accent est mis sur le voyage dans le temps.

### Rockman.EXE Beast
Rockman.EXE Beast introduit les combattants Cybeasts Gregar et Cybeasts Falzar, ainsi que le Navi Trill. Contre les nouvelles armées Zoanoroid des Cybeasts, Lan, Mega Man, et un groupe choisi dans leurs partenaires, sont attirés dans le monde parallèle de Beyondard. Guidé par une fille mystérieuse, Iris, ils rejoignent la résistance humaine dans la lutte pour obtenir les pouvoirs Synchronizer de Trill, avec lesquels Mega Man est capable d'utiliser. Vers la fin de la série, le cerveau androïde appartenant à Wily de Beyondard se révèle avec ses sbires, Blackbeard  et Yuika, espérant obtenir le Cybeast victorieux en tant que nouveau corps. En fin de compte, les deux se fondent dans le Super Cybeast Gregar, qui devient le vaisseau de Wily avec l'aide des pouvoirs de Trill. Mega Man et Trill fusionnent et prêtent leur force à Lan pour former un Juuka Style, lui octroyant assez de puissance pour le détruire.

### Rockman.EXE Beast+
Rockman.EXE Beast+ reprend l'intrigue ou la série précédente s'est arrêtée, bien qu'il soit commercialisé comme une série autonome. Les épisodes sont réduits à environ dix minutes. Beast+ se compose d'une série d'histoires commençant par l'apparition du Professor et de Zero (deux personnages issus de Mega Man Network Transmission). Un ancien membre de WWW, le Professor récupère les restes de Gregar, avec pour intention de le réanimer pour l'utiliser à ses propres fins. Après son élimination et la décision de Zero de rompre les liens avec son maître, une deuxième histoire est lancée. Bloqués dans le monde qu'ils perçoivent comme étant à l'opposé de leur propre groupe, Blackbeard et Yuika se joignent à Darkloid Bubble Man, et commettent divers crimes. Peu de temps après, Mega Man acquiert les capacités du Cross System. Zero revient ensuite dans l'arc narratif suivant, se liant d'amitié avec Guts Man et Mega Man. Cependant, le revanchard Professor refait surface, libérant un nouveau sbire connu sous le nom de Zero One. Ému par la gentillesse qui lui a été montrée, Zero se sacrifie pour éliminer définitivement le Professor. L'histoire continue alors avec l'introduction de Cache, le dernier boss du jeu vidéo sur téléphone mobile exclusif au Japon, Rockman.EXE Phantom of Network, qui menace de consommer le monde avec l'aide de Phantom Navis et des données de Cache. Beast+ conclut la série et se termine le 30 septembre 2006.

### Long métrage
Rockman.EXE Hikari to Yami no Program (劇場版ロックマンエグゼ 光と闇の遺産(プログラム)) est un long métrage dont l'intrigue se situe durant l'histoire de Stream Rockman.EXE,

## Manga
Mega Man NT Warrior est adapté en mangas écrits par Ryo Takamisaki et publiés en série dans le magazine japonais CoroCoro Comic de l'éditeur Shōgakukan entre 2001 et 2006. Le manga a également été publié en album.

## Accueil
Mega Man NT Warrior atteint la popularité parmi les audiences japonaises. Selon un échantillon de téléspectateurs réalisé dans la région de Kantō par Video Research, l'anime a attiré en moyenne 4,5 % et un maximum de 5,9 % des ménages au cours de la dernière année de sa première diffusion